# Чемпионат Африки по волейболу среди старших молодёжных команд
Чемпионаты Африки по волейболу среди старших молодёжных команд — соревнования для старших молодёжных волейбольных сборных стран Африки, проводимые под эгидой Африканской конфедерации волейбола (CAVB).
Проводились в 2014—2017 годах среди мужских и женских команд. В соревнованиях участвовали спортсмены возрастом до 23 лет. 

## Мужские соревнования
Призёры
| Год  | Место проведения      | 1-е место | 2-е место | 3-е место |
| ---- | --------------------- | --------- | --------- | --------- |
| 2014 | Шарм-эш-Шейх (Египет) | Тунис     | Египет    | Алжир     |
| 2017 | Сетиф (Алжир)         | Алжир     | Маврикий  | —         |

## Женские соревнования
Призёры
| Год  | Место проведения | 1-е место | 2-е место | 3-е место |
| ---- | ---------------- | --------- | --------- | --------- |
| 2014 | Алжир (Алжир)    | Египет    | Тунис     | Алжир     |
| 2016 | Найроби (Кения)  | Египет    | Кения     | Руанда    |